# Leucopis spinifrons
Leucopis spinifrons är en tvåvingeart som beskrevs av Tanasijtshuk 2006. Leucopis spinifrons ingår i släktet Leucopis och familjen markflugor.
Artens utbredningsområde är Manitoba. Inga underarter finns listade i Catalogue of Life.